# Magnus Friedrich Roos

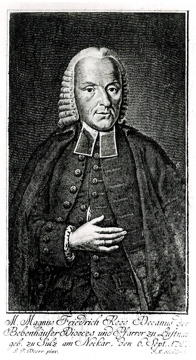
Magnus Friedrich Roos: Kupferstich von Johann Michael Söckler nach einem Bild von Jakob Friedrich Dörr

Magnus Friedrich Roos (* 6. September 1727 in Sulz am Neckar; † 19. März 1803 im Kloster Anhausen an der Brenz) war ein schwäbischer lutherischer Theologe, der Orthodoxie und Pietismus verband.

## Leben
Roos wurde am 6. September 1727 in Sulz a.N. geboren. Sein Vater war der geistliche Pfleghofverwalter Christoph Friedrich Roos, seine Mutter Maria Barbara geb. Plocher. Nach Besuch der deutschen und lateinischen Schule in seiner Heimatstadt wurde er mit 13 Jahren nach Bestehen des Landexamens 1740 in die Klosterschule Blaubeuren aufgenommen. Nach weiteren zwei Jahren ab 1742 in der Klosterschule Bebenhausen begann er mit herzoglichem Stifts-Stipendium zunächst die üblichen zwei Jahre Studium der Philosophie, das er mit  dem Titel Magister abschloss. Nach dem folgenden Theologiestudium, während dessen er besonders auch von den Schriften Johann Albrecht Bengels geprägt wurde, schloss er mit dem Consistorial-Examen ab und trat 1749 seine erste Stelle als Vikar in Tübingen-Derendingen an.

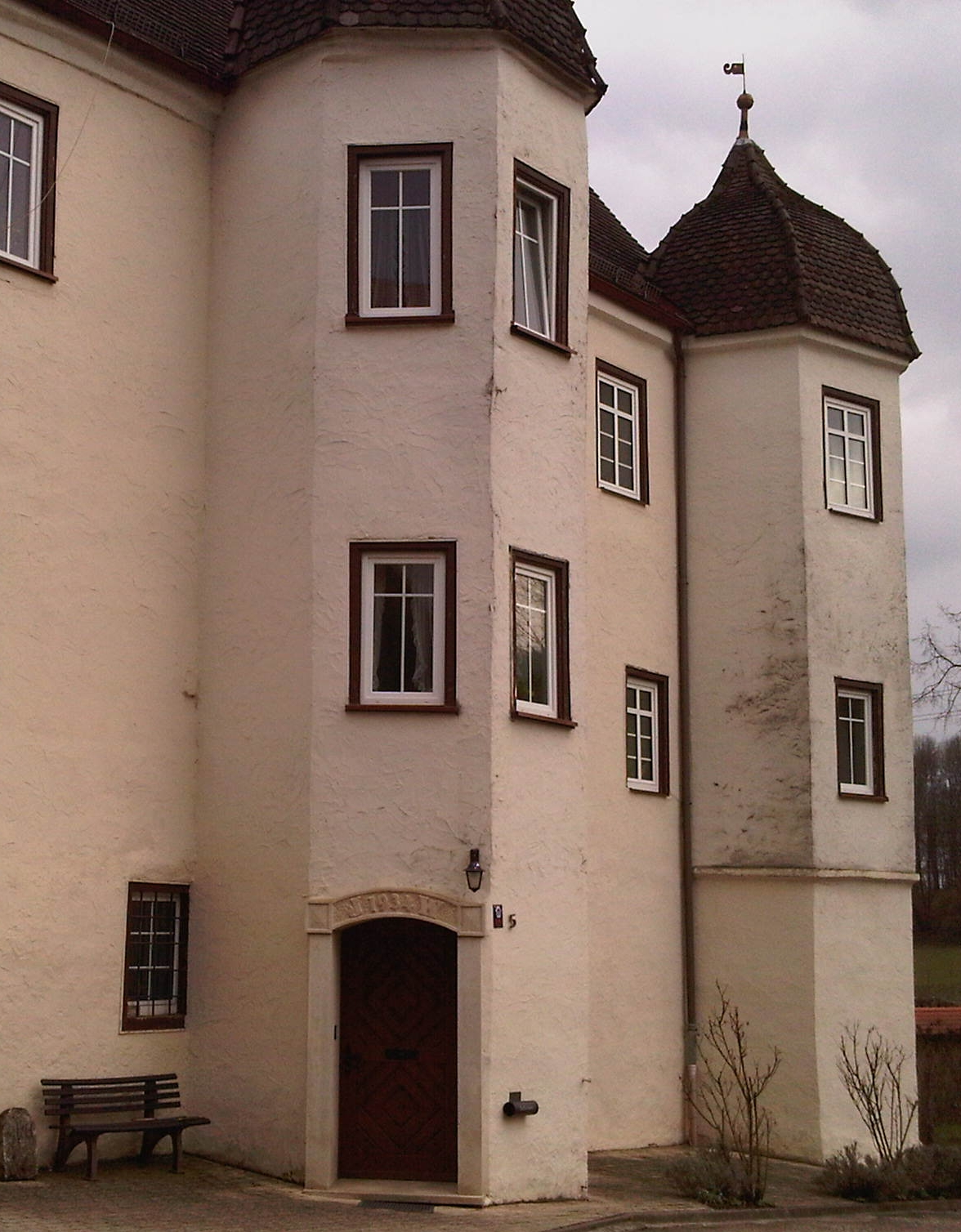
Kloster Anhausen

Weitere Stationen im Vikariat brachten ihn nach Calw und Owen, von dort pflegte er die Bekanntschaft mit Friedrich Christoph Steinhofer. Das Konsistorium berief ihn 1752 auf eine Repetentenstelle ins Stift Tübingen. Nach einem weiteren Vikariat ab 1755 an der Stiftskirche Stuttgart wurde er 1757 zum Pfarrer in Göppingen ernannt. Am 22. November 1757 heiratete er Christina Rosina Barbara Gmelin, eine Tochter des Mediziners Johann Konrad Gmelin. Von fünf Kindern überlebte nur Sohn Johann Friedrich die Eltern, er wurde später Dekan in Marbach. Ab 1767 wirkte er als Dekan in Tübingen-Lustnau. Im Jahr 1784 Ernennung durch Herzog Carl Eugen zum Prälaten mit Sitz im Kloster Anhausen an der Brenz, bis 1820 Evangelische Prälatur. Von 1788 bis 1797 war er als Mitglied des Großen Ausschuss im Landtag politisch aktiv.
Die Erinnerung an sein Wirken wird von einem Förderverein „Freundeskreis Prälat Magnus Friedrich Roos“ wachgehalten.

## Werk
Roos verfasste über 60 Schriften. Sein bekanntestes Werk ist das Christliche Haus-Buch (1783) mit täglichen Morgen- und Abendandachten. Es fand neben Süddeutschland besondere Verbreitung bei Lutheranern in Schweden (vor allem durch Henric Schartau), Finnland und lutherischen Gemeinden in Kasachstan. Es wird heute noch besonders in den Pregizer Gemeinschaften aber auch bei den Apis gelesen. Mindestens zwölf seiner Werke wurden ins Englische, Schwedische, Französische oder Niederländische übersetzt.
Roos verfasste neben Grundlagentexten zum Verhältnis Bibel und Psychologie eine Reihe von praktischen Glaubenslehren und Andachtsbüchern.
1764 erschien Christliche Gedanken von der Verschiedenheit und Einigkeit der Kinder Gottes (erste Übersetzung ins Schwedische 1792).
1769 erschien Fundamenta Psychologiæ ex sacra Scriptura Collecta. Eine Übersetzung ins Deutsche durch Hermann Cremer erschien 1857. Die Schrift zählt als das erste umfassende Werk zur Biblischen Psychologie. John Laidlaw bezeichnet Roos als „Vater der modernen biblischen Psychologie“. Franz Delitzsch sieht in dieser Schrift ein wesentlicher Einfluss auf die biblische Seelenlehre von J.T.Beck (1843). Eine Übersetzung ins Englische ist in Vorbereitung.
Ab 1774 erschien das 3-bändige Werk Einleitung in die biblischen Geschichten, als Teil 1 Von der Schöpfung bis auf die Zeit Abrahams, Teil 2 Von Abraham bis auf die Zeit Salomos und Teil 3 Von Salomo bis auf Jesum Christum
1775 die Jesus Biographie Lehre und Lebensgeschichte Jesu Christi des Sohnes Gottes nach den vier Evangelisten.
Ab 1777 erschienen eine Reihe pädagogischer Gesprächsbücher, welche in dialogischen Szenen Lebenspraxis und Theologie in Beziehung setzen – sie zählen zur lutherischen Fiktionsliteratur. 1777 Soldaten-Gespräche: zur Pflanzung der Gottseligkeit unter den Soldaten eingerichtet. 1787 stellt Roos in Etwas für Seefahrer: In Gesprächen über das Unentbehrlichste zu einer vergnügten und glücklichen Seereise in 17 Gesprächen zwischen Matrose Jakob, Schiffskapitän, Steuermann, einem Prediger als Passagier und weiteren Schiffsleuten, aus dem Schiffsleben gegriffene Themen dar mit dem Ziel, die Seeleute zurück zum Glauben und weg von ihrem unmoralischen Leben zu führen.
Weitere Werke sind: Jesus der Erlöser der Menschen(1788, schwed. 1788), Erbauliche Gespräche über die Offenbarung Johannis(1788), Deutliche und zur Erbauung eingerichtete Erklärung der Offenbarung Johannis (1789), Kurze Auslegung des Briefs S. Pauli an die Römer (1789, schwed. 1810), Erbauliche Gespräche von wahren Geschichten (1789), Häusliches Erbauungsbuch (ab 1790 in vielen Auflagen), Anweisung für Christen, wie sie sich in die gegenwärtige Zeit schicken … sollen(1790), Christliche Gespräche für Landleute (1791), Gewisse, wahrscheinliche und falsche Gedanken von dem Zustand gerechter Seelen nach dem Tode (1791), Beicht- und Communion-Buch (1791), Beweis, daß die ganze Bibel von Gott eingegeben und die darauf gegründete christliche Religion wahr sey (1791), Geschichte von einem Administrator und dessen Sohn (1792), Beleuchtung der gegenwärtigen großen Begebenheiten durch das prophetische Wort Gottes (1793, engl. 1797), Der zweite und der zwölfte Psalm mit einer Anwendung auf die gegenwärtige Zeit (1793), Predigten über die neue für die Wirtembergische Kirche verordnete Evangelien (1795), Auslegung des 53.Kapitels Jesajä (1796), Der 45. und der 110.Psalm ausgelegt (1796), Kurze Auslegung der drey Briefe des Apostels Johannes (1796), Zwei Abhandlungen von der Rechtfertigung und Heiligung (1797), Kurze Erklärung der zween Briefe des Apostels Petrus und des Briefs des Apostels Judas (1798), Christliche Gespräche vom Tod (1800), Gespräch vom Alter (1803, schwed. 1809), Abhandlungen verschiedenen Inhalts (1804), Morgen- und Abend-Gebete (1832), Christliche Glaubens-Lehre (1845), Grundzüge der Seelen-Lehre aus heiliger Schrift (1857), Auslegung des Briefs an die Römer (1860), Zwei Abhandlungen von der Rechtfertigung und Heiligung (1860), Litterae salutatoriae sub auspicium officii Decanalis (1767), in: Blätter für württ. Kirchengeschichte 5 (1890), Gebete von Roos (1912)
In der 1857 erschienenen sechsten Ausgabe der „Einleitung in die biblischen Geschichten“, dritter Band, sind in einem Verzeichnis die 56 bis dahin erschienen Roos'schen Schriften aufgeführt (S. 360–362).

## Ehrungen

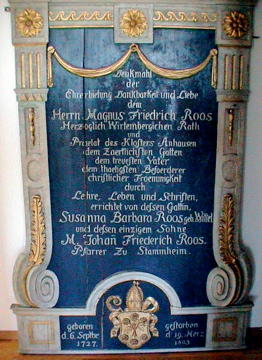
Epitaph, Stadtkirche Sulz am Neckar

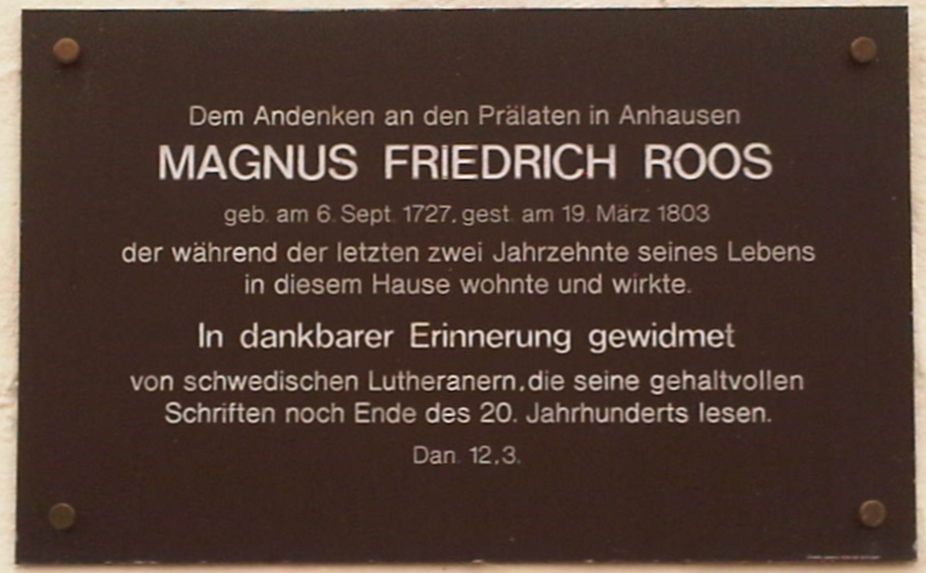
Erinnerungstafel, Kloster Anhausen an der Brenz

In Sulz am Neckar erinnert am Geburtshaus eine Gedenktafel an Roos, ebenso ein Epitaph in der Stadtkirche.
Im Jahr 1981 wurde von schwedischen Lutheranern aus Dankbarkeit gegenüber dem Wirken der Roosschen Schriften in Schweden am Prälatur-Gebäude im ehemaligen Kloster Anhausen an der Brenz eine Gedenktafel angebracht.

## Digitalisierte Werke
- Roos, M.F. Christliche Gespräche vom Tod und von demjenigen, was bey wahren Christen vorhergeht und nachfolgt. Tübingen 1800 (Digitalisat)
- Roos, M.F. Gespräche vom Alter. Raw, Nürnberg 1803 (Digitalisat)
- Roos, M.F. Christliches Hausbuch Ausgabe 1860 in der Google-Buchsuche
- Roos, M.F. Fundamenta Psychologiae ex Sacra Scriptura Collecta 1769 (pdf-scan; 41,7 MB)
- Roos, M.F. Anweisung für Christen wie sie sich in die gegenwärtige Zeit schicken und was sie bedenken und thun sollen 1790 Tübingen
- Roos, M.F. Etwas für Seefahrer: In Gesprächen über das Unentbehrlichste zu einer vergnügten und glücklichen Seereise 1787 (Online-Ausgabe - Staatsbibliothek zu Berlin)